# ۱۶ خرداد
۱۶ خرداد هفتاد و هشتمین روز سال در گاه‌شماری خورشیدی است. به پایان سال ۲۸۷ روز (۲۸۸ روز در سال کبیسه) باقی‌است.

## رویدادها
- ۱۲۹۹ - اعلام حکومت جمهوری در گیلان توسط میرزا کوچک خان جنگلی
- ۱۳۰۴ - تصویب لایحه خدمت نظام وظیفه اجباری (سربازی اجباری در ایران)
- ۱۳۶۸ - پایان مرگ و تشییع سید روح‌الله خمینی
- ۱۳۷۶ - رقابت ۱۶ خرداد ۱۳۷۶ تیم ملی فوتبال ایران با تیم ملی فوتبال سوریه در مرحله مقدماتی جام جهانی فوتبال ۱۹۹۸ (آسیا)
- ۱۳۸۸ - رقابت ۱۶ خرداد ۱۳۸۸ تیم ملی فوتبال ایران با تیم ملی فوتبال کره شمالی در مرحله مقدماتی جام جهانی فوتبال ۲۰۱۰ (آسیا)
- ۱۳۸۸ - مناظره تلویزیونی میان محمود احمدی‌نژاد و مهدی کروبی
- ۱۳۹۸ - جنجال پوشش مسافر اسنپ
- ۱۴۰۲ - بازگشایی سفارت عربستان سعودی در تهران

## زادروزها
- ۱۳۰۸ - نادر نادرپور، شاعر
- ۱۳۳۶ - عباس آخوندی، سیاستمدار
- ۱۳۵۲ - کمند امیرسلیمانی، بازیگر
- ۱۳۶۰  - حمید عزیز زاده، فوتبالیست
- ۱۳۶۲   - مجتبی جباری، فوتبالیست
- ۱۳۷۰  - امیر غفور، بازیکن والیبال

## درگذشت‌ها
- ۱۳۶۱. محمدحسین سرآهنگ، موسیقی‌دان مشهور افغانستان
- ۱۳۷۹ - هوشنگ گلشیری، نویسنده
- ۱۳۸۷ - نادر ابراهیمی، نویسنده
- ۱۳۹۱ - شاپور قریب، کارگردان، بازیگر و نویسنده
- ۱۳۹۱ - طوفان عطایی، آهنگساز، نوازنده و خواننده
- ۱۳۹۱ - منوچهر جمالی، فیلسوف
- ۱۳۹۵ - مرد ژله‌ای، بزهکار